# Berillium-tellurid
A berillium-tellurid szervetlen vegyület, képlete BeTe.

## Előállítása
Berillium és tellúr reakciójával 1100 °C felett hidrogénáramban:
{\displaystyle \mathrm {Be+Te\longrightarrow BeTe} }

## Tulajdonságai
Szürke por. Nedves levegőn gyorsan hidrogén-telluridra bomlik. Kristályszerkezete szfalerit típusú, rácsállandó 0,5615 nm, tércsoportja F43m. II-VI típusú félvezető, a tiltott sáv szélessége 2,8 eV. Vízben oldva mérgező hidrogén-tellurid keletkezik belőle. A toxicitása nem ismert.

## Fordítás
- Ez a szócikk részben vagy egészben  a   Berylliumtellurid című német Wikipédia-szócikk ezen változatának fordításán alapul.  Az eredeti cikk szerkesztőit annak laptörténete sorolja fel. Ez a jelzés csupán a megfogalmazás eredetét és a szerzői jogokat jelzi, nem szolgál a cikkben szereplő információk forrásmegjelöléseként.
- Ez a szócikk részben vagy egészben  a   Beryllium telluride című angol Wikipédia-szócikk ezen változatának fordításán alapul.  Az eredeti cikk szerkesztőit annak laptörténete sorolja fel. Ez a jelzés csupán a megfogalmazás eredetét és a szerzői jogokat jelzi, nem szolgál a cikkben szereplő információk forrásmegjelöléseként.